# Falcon Heavy
Falcon Heavy là một tên lửa đẩy siêu nặng có thể tái sử dụng một phần được thiết kế và sản xuất bởi SpaceX. Falcon Heavy  là biến thể của tên lửa đẩy Falcon 9 bao gồm một lõi tên lửa Falcon 9 được gia cố gắn với hai tầng một của Falcon 9 với vai trò là tầng tách dạng mô-đun. Falcon Heavy có tải trọng lớn nhất trong các tên lửa đẩy đang được thế giới sử dụng và đứng thứ tư trong lịch sử, sau Saturn V của Hoa Kỳ và hai tên lửa đẩy của Liên Xô là Energia thuộc chương trình Buran và N1 - nỗ lực đưa phi hành gia nước này lên Mặt Trăng thất bại.
SpaceX đã phóng thành công Falcon Heavy vào ngày 6 tháng 2 năm 2018, lúc 3:45 pm EST (20:45 UTC).. Kiện hàng thử nghiệm là chiếc Tesla Roadster của nhà sáng lập SpaceX - Elon Musk..
Ban đầu Falcon Heavy được thiết kế để có thể  đưa phi hành gia qua quỹ đạo Trái Đất tầm thấp (LEO), nhưng tính đến tháng 2 năm 2018 Musk không có ý định đăng kí giấy phép cho tên lửa chuyên chở phi hành gia của NASA. Falcon Heavy và Falcon 9 trong tương lai sẽ được thay thế  bởi Hệ thống phóng Starship và Super Heavy.

## Lịch sử  phát triển

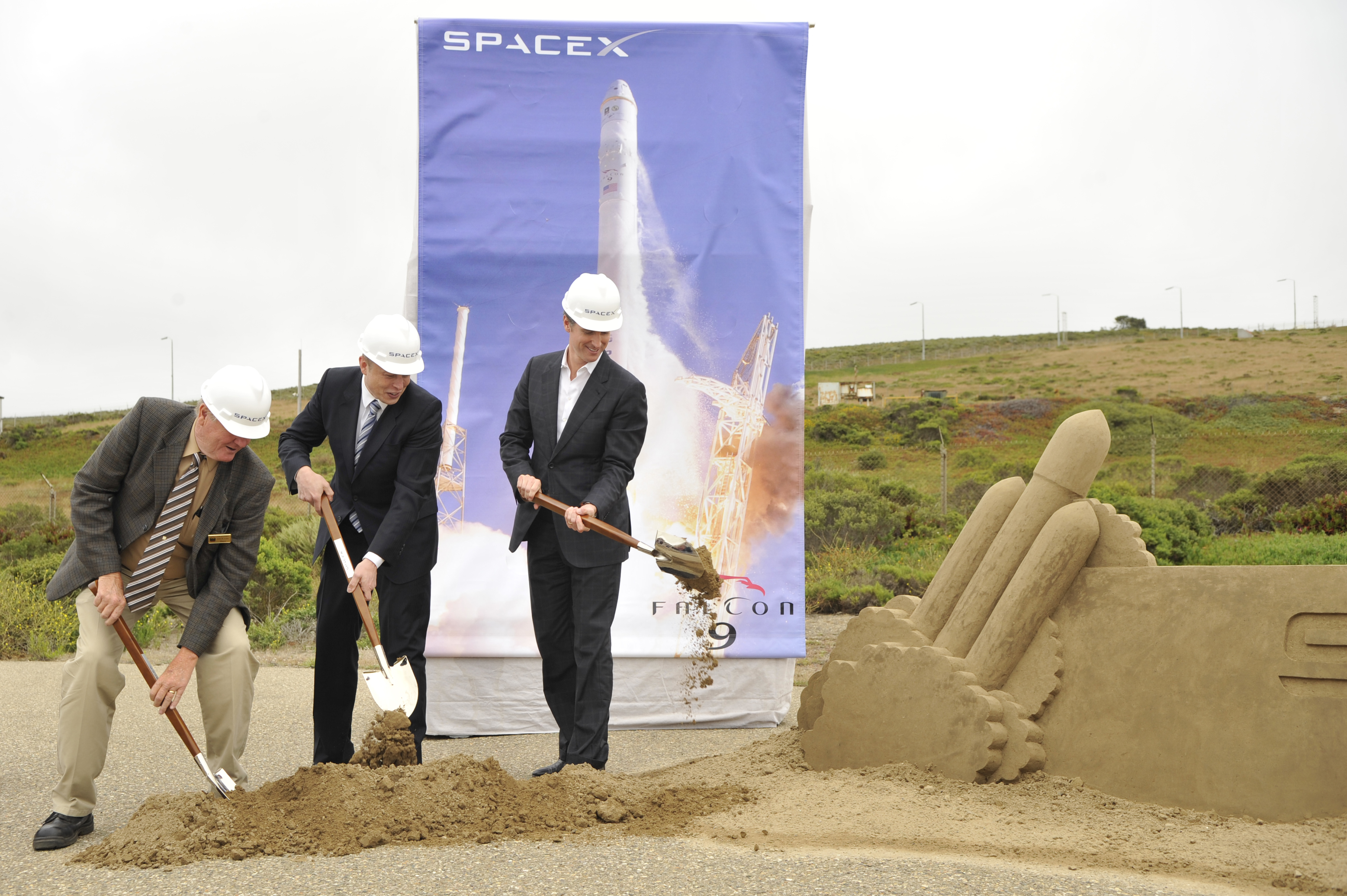
SpaceX đang đào móng tại Khu liên hợp phóng Căn cứ Không Quân Vandenburg 4E vào tháng 6/2011 để xây dựng một bệ phóng cho tên lửa Falcon Heavy

Ý tưởng ban đầu về việc phóng Falcon Heavy bằng cách dùng ba tầng đầu của Falcon 1 đã được thảo luận từ năm 2003. Một ý tưởng khác về việc sử dụng ba tầng lõi của Falcon 9 (trong giai đoạn nghiên cứu) được giới thiệu vào năm 2005 như là Falcon 9 Heavy.
Kế hoạch phát triển Falcon Heavy được SpaceX công bố rộng rãi vào buổi họp báo tại Washington DC tháng 4 năm 2011, công ty dự kiến phóng thử vào năm 2013.
Vì nhiều lí do mà kế hoạch phóng thử bị hoãn tới 5 năm, cho đến năm 2018, bao gồm hai sự cố của Falcon 9 khiến mọi nguồn nhân lực của công ty phải tập trung vào phân tích lỗi và hoạt động phóng tên lửa bị dừng lại trong vài tháng. Thiết kế Falcon Heavy gồm ba lõi Falcon 9 ghép lại với nhau cũng gây ra nhiều trở ngại hơn dự tính về cấu trúc và khả năng tích hợp.
Tháng 7 năm 2017, Elon Musk có nói "Thưc tế Falcon Heavy khó chế tạo hơn chúng tôi tưởng....Thực sự rất, rất khó khăn so với những gì đã nghĩ. Chúng tôi đã không thấu đáo về vấn đề này."
Chuyến bay thử nghiệm Falcon Heavy đầu tiên diễn ra vào 3:45 chiều EST (20:45 UTC) ngày 6 tháng 2 năm 2018, đưa xe Tesla Roadster của Elon Musk lên quỹ đạo nằm ngoài quỹ đạo Sao Hỏa.

### Ý tưởng và kinh phí
Musk có đề cập đến Falcon Heavy ở một buổi họp báo tháng 9 năm 2005 về yêu cầu của một khách hàng từ 18 tháng trước đó. Nhiều giải pháp xoay quanh phiên bản dự định Falcon 5 (mà không bao giờ được phóng) đã được cân nhắc, nhưng giải pháp kinh tế với độ tin cậy cao nhất là sử dụng một tên lửa đẩy có chín động cơ ở tầng một - Falcon 9. Nguồn vốn nghiên cứu và chế tạo Falcon Heavy hoàn toàn đến từ tư nhân, không có hỗ trợ của chính phủ; Musk ước tính lên đến $500 triệu USD.

### Thiết kế và phát triển

Từ trái sang phải, Falcon 1, Falcon 9 v1.0, ba phiên bản của Falcon 9 v1.1, ba phiên bản của Falcon 9 v1.2 (Full Thrust), ba phiên bản của Falcon 9 Block 5, Falcon Heavy và Falcon Heavy Block 5

Thiết kế của Falcon Heavy được phát triển dựa trên lõi và động cơ của Falcon 9.
Đến năm 2008, SpaceX đã hướng đến vụ phóng tên lửa Falcon 9 lần đầu tiên vào năm 2009, trong khi "Falcon 9 Heavy có thể được phóng sau vài năm". Phát biểu tại Hội nghị Mars Society, Elon Musk cũng chỉ ra rằng ông mong đợi việc phát triển tầng hai của tên lửa dùng nhiên liệu hydrogen sẽ theo sau đó 2-3 năm (lẽ ra sẽ vào khoảng năm 2013).
Đến tháng 4/2011,khả năng và năng suất của tên lửa Falcon 9 được hiểu rõ hơn, SpaceX đã hoàn thành 2 chuyến bay thử nghiệm đến quỹ đạo Trái Đất tầm thấp (LEO), một trong số đó có có sự tái khởi động động cơ ở tầng hai của tên lửa. Trong một buổi họp báo tại Hiệp hội Báo Chí Quốc gia ở Washington.DC, vào ngày 5 tháng 11/2011, Musk đã nêu rằng: "Falcon Heavy sẽ chở nhiều hàng hoá tới quỹ đạo hoặc tới vận tốc thoát ly, nhiều hơn bất kỳ một tên lửa nào trong lịch sử, ngoại trừ tên lửa Saturn V và tên lửa Energia của Liên Xô". Cũng trong năm đó, với sự gia tăng dự kiến về nhu cầu cho cả hai biến thể, SpaceX đã công bố kế hoạch để mở rộng năng lực sản xuất "Chúng tôi hướng tới khả năng sản xuất được tầng một của Falcon 9 hoặc tầng tách của Falcon Heavy vào mỗi tuần và một tầng hai của tên lửa cứ mỗi hai tuần một lần".
Trong năm 2015, SpaceX đã công bố về một số thay đổi cho Falcon Heavy, đồng thời cũng nâng cấp tên lửa Falcon 9 v1.1. Vào tháng 12/2016, SpaceX đã đưa ra một bức ảnh cho thấy bộ phận tách tầng của tên lửa Falcon Heavy ở trụ sở của công ty tại Hawthrone, California

### Thử nghiệm
Cho đến năm 2013, một bãi phóng thử nghiệm mới, một phần ở dười mặt đất được xây tại Cơ sở thử nghiệm và Phát triển tên lửa SpaceX ở McGregor, Texas, được thiết kế đặc biệt để thử nghiệm ba lõi và 27 động cơ tên lửa của Falcon Heavy. Trong năm 2017, SpaceX đã tiến hành thử nghiệm lửa tĩnh lần đầu tiên cho tầng lõi của Falcon Heavy tại cơ sở McGregor.
Vào tháng 7/2017, Musk thảo luận công khai về những thách thức trong việc thử nghiệm một tên lửa hạng nặng phức tạp như Falcon Heavy, ông chỉ ra rằng phần lớn thiết kế mới là: "không thể nào thử nghiệm được trên mặt đất"  và không thể được thử nghiệm hiệu quả một cách độc lập trên những chuyến bay thử nghiệm trong thực tế.
Cho đến tháng 9/2017, cả tầng lõi và tầng tách của Falcon Heavy đã hoàn thành thử nghiệm lửa tĩnh ở bãi phóng thử nghiệm trên mặt đất. Lần thử nghiệm lửa tĩnh đầu tiên cho cả ba tầng của Falcon Heavy được tiến hành vào ngày 24 tháng 1 năm 2018

## Thiết kế

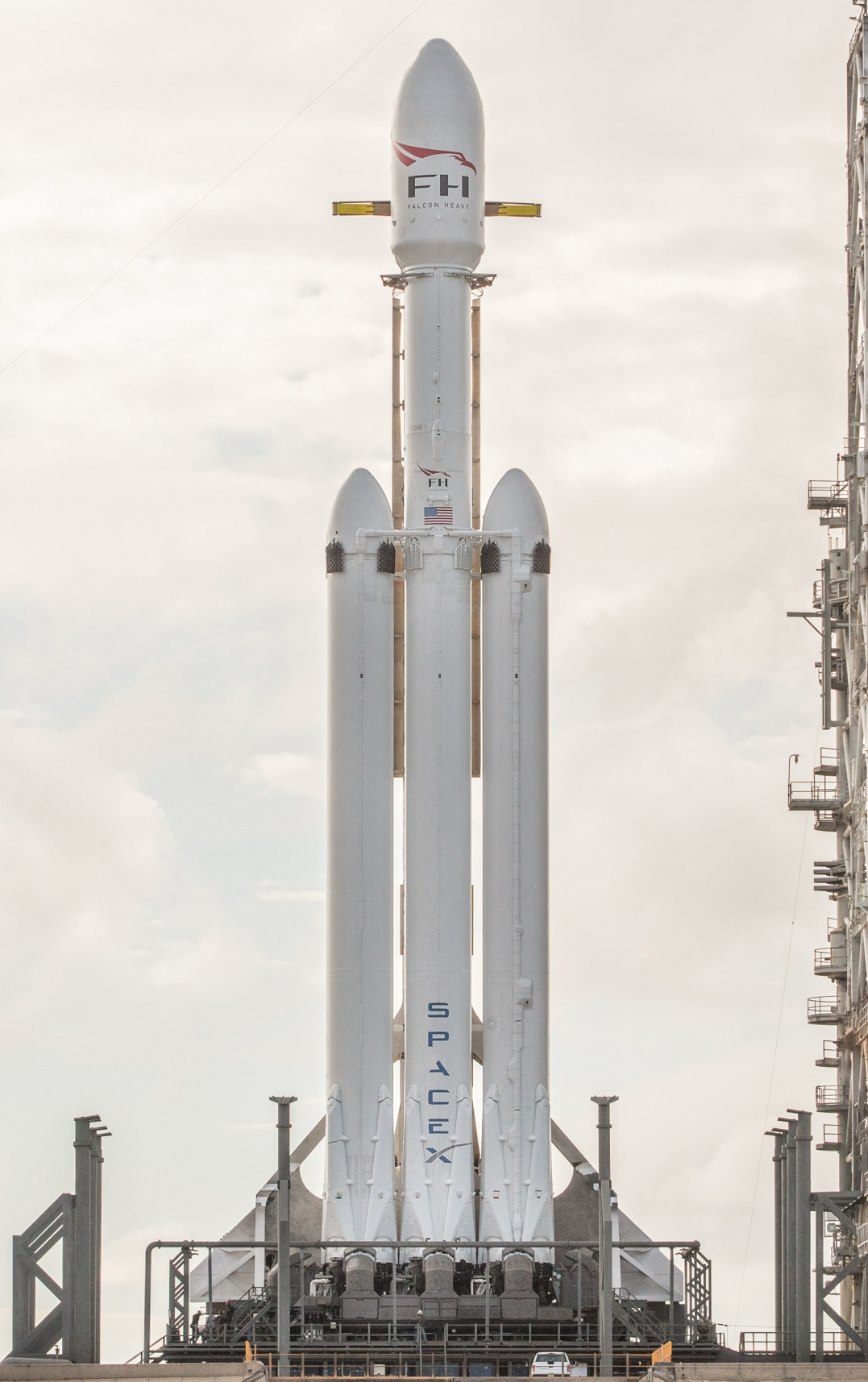
Falcon Heavy trên bãi phóng LC-39A

## Lịch sử phóng
| Lần phóng thứ | Ngày phóng                           | Kiện hàng                       | Khách hàng           | Kết quả          | Remarks |
| ------------- | ------------------------------------ | ------------------------------- | -------------------- | ---------------- | --- |
| 1             | Ngày 6 tháng 2 năm 2018, 20:45 UTC   | Xe Tesla Roadster của Elon Musk | SpaceX               | Thành công       | Chiếc xe Tesla Roadster được đưa vào Quỹ đạo chuyển tiếp sao Hỏa nhật tâm. Hai tầng tách hạ cánh thành công; tầng lõi lao xuống biển do động cơ không thể tái khởi động, đồng thời làm hỏng hai động cơ của sà lan bãi đáp. Kế hoạch ban đầu dự kiến phóng vào năm 2013. |
| 2             | Ngày 11 tháng 4 năm 2019, 22:35 UTC  | Arabsat-6A                      | Arabsat              | Thành công       | Chở vệ tinh viễn thông cỡ lớn của Ả Rập Xê Út. Cả tầng một và hai tầng tách đều hạ cánh thành công, riêng hai tầng tách sẽ được sử dụng trong nhiệm vụ STP-2. |
| 3             | Ngày 24 tháng 6 năm 2019, 3:30 UTC   | STP-2                           | Bộ Quốc phòng Hoa Kỳ | Thành công       | Nhiệm vụ hỗ trợ cho quá trình chứng nhận Falcon Heavy cho Chương trình an ninh quốc gia về hệ thống phóng vũ trụ (National Security Space Launch - NSSL, tiền thân là EELV) . Các kiện hàng phụ bao gồm: LightSail, GPIM, OTB (chứa Đồng hồ nguyên tử Deep Space), sáu hệ thống COSMIC-2, Oculus-ASR, Prox-1, vàDSX, ISAT. Lần phóng này sẽ sử dụng 2 tầng tách của nhiệm vụ Arabsat-6A. Hai tầng tách hạ cánh thành công; tầng một lao xuống biển |
| –             | 2020                                 | AFSPC-52                        | Không quân Hoa Kỳ    | Đã lên kế hoạch  | Đây là nhiệm vụ bí mật đầu tiên cho quân đội Hoa Kỳ. Giá trị hợp đồng mà SpaceX nhận được nằm dưới 40% giá trị một lần phóng của Delta IV Heavy. |
| –             | Q4 2020                              | Ovzon-3                         | Ovzon                | Đã lên kế hoạch  | Vệ tinh của một công ty viễn thông Thụy Điển sẽ được đưa lên trực tiếp quỹ đạo GEO. |
| –             | Tháng 2 năm 2021                     | AFSPC-44                        | Không quân Hoa Kỳ    | Đã có lịch trình | Lần bay bí mật thứ hai của Falcon Heavy, được công bố vào tháng 2 năm 2019. |
| –             | 2020–2022                            | ViaSat-3                        | Viasat               | Đã lên kế hoạch  | Vệ tinh Băng tần Ka phục các vụ khu vực Châu Á-Thái Bình Dương, Châu Âu - Châu Phi - Trung Đông và Châu Mỹ. Quá trình ngắt động cơ và để trôi của tầng hai sẽ diễn ra vài giờ, đưa vệ tinh lên quỹ đạo cận GEO. |
| –             | Không sớm hơn 2021                   | TBA                             | Inmarsat             | Sẽ được công bố  | Lượt đặt hàng phóng vệ tinh từ năm 2016 của Mạng lưới Hàng không châu Âu (European Aviation Network), vệ tinh ban đầu được chở trên tên lửa Ariane-5 năm 2017. Có thể được sử dụng để phóng Inmarsat-6B vào 2021. |
| –             | TBA                                  | TBA                             | Intelsat             | Sẽ được công bố  | Thỏa thuận thương mại đầu tiên của Falcon Heavy, được ký vào tháng 5 năm 2012. Tính đến năm 2018, chưa có vệ tinh nào được chọn. |
|               | Ngày 14 tháng 10 năm 2024, 16:06 UTC | Europa Clipper                  |                      |                  | |